# Paweł Łodzia Kubowicz
Paweł Łodzia Kubowicz – polska wierszowana gawęda. Uznawana za pierwszy opracowany literacko utwór dotyczący Łodzi. Jego autorem był Wiktor Dłużniewski.

## Historia
Utwór został pierwotnie wydany w 1857 w Warszawie jako niewielka książeczka, w której znalazła się jeszcze inna gawęda Wiktora Dłużniewskiego, jednak niezwiązana tematycznie z Łodzią – Scholastyk i szewc. Wydawcą publikacji była Drukarnia Karola Kowalewskiego z Warszawy, co było spowodowane ówczesnym brakiem rozwiniętego rynku księgarsko-drukarskiego na terenie Łodzi, a także kontaktami samego autora ze środowiskiem warszawskim.

## Treść
Autor w treści stara się wyjaśnić pochodzenie nazywa „Łódź”, którą wywodzi od herbu Łodzia, jakim posługiwał się rzekomy założyciel miasta, czyli Paweł Kubowicz, nieustraszony rycerz Stefana Batorego. Utwór opiewający przeszłość miasta i nobilitujący jego początki jest jednocześnie wyrazem tęsknoty za wielkimi momentami w dziejach ojczyzny, kiedy ta była jeszcze niepodległa.